# Albanchez

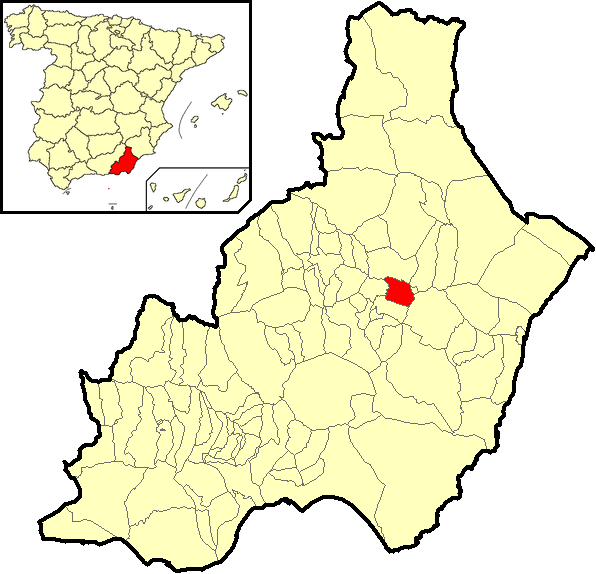

Albanchez este un oraș în provincia Almería, Andaluzia, Spania cu o populație de 585 locuitori.